# Mordellistena leonardi
Mordellistena leonardi är en skalbaggsart som beskrevs av Ray 1946. Mordellistena leonardi ingår i släktet Mordellistena och familjen tornbaggar. Inga underarter finns listade i Catalogue of Life.